# Hesiqui de Milet
Hesiqui (en grec antic: Ἡσύχιος, llatí: Hesychius) (segle vi), de renom Il·lustre (Ἰλλούστριος; segurament per algun càrrec que exercia que comportava aquest tractament), fou un historiador grec del segle vi natural de Milet. Fou autor de diverses obres, cap d'elles conservada, i principalment d'un diccionari biogràfic, que és la font principal de la Suda, l'enciclopèdia medieval.
Va viure en temps dels emperadors Anastasi I, Justí I, i Justinià I. De la seva biografia no es coneixen detalls, excepte que era fill d'Hesiqui i Sofia i va tenir un fill de nom Joan, la mort del qual va aturar la feina del pare.
Va escriure les obres següents:
1. Περὶ τῶν ἐν παιδεῖᾳ λαμψάντων σοφῶν (De his qui Eruditionis Fama claruere), un diccionari biogràfic fet a partir de materials d'altres autors, principalment Eli Dionisi i Herenni Filó, però també de Diògenes Laerci, atès que té característiques semblants a les Vides i opinions de filòsofs eminents. L'obra no es conserva, però és la font principal de la Suda, i un gran nombre d'articles d'aquesta enciclopèdia provenen enterament del diccionari d'Hesiqui.[1]
2. Πάτρια Κωνστινουπόλεως (Res Patriae Constantinopolitanae). Probablement és un fragment de l'obra que segueix. Una part d'aquesta obra la va incorporar gairebé textualment Jordi Codí a la seva obra Libro Chronico de Originibus Constantinopolitanis.
3. Βιβλίον ἱστορικὸν ὡς ἐν συνόψει κοσμικῆς ἱστορίας, una història que inclou més de mil nou-cents anys començant per Belos, mític fundador de l'Imperi assiri i fins a la mort de l'emperador Anastasi I el 518, distribuïda en sis parts: 1) abans de la guerra de Troia; 2) De la guerra de Troia a la fundació de Roma; 3) de la fundació de Roma a l'abolició de la monarquia; 4) de l'establiment del consolat a Juli Cèsar; 5) de Juli Cèsar fins a l'establiment de Constantinoble com a capital; 6) fins a la mort d'Anastasi I. A aquesta darrera, s'hi va afegir un apèndix sobre el regnat de Justí (518-527) i el començament del regnat de Justinià (emperador del 527 al 566). El conjunt està molt ben documentat, i sembla que si Il·lustre volia dir que tenia algun càrrec a l'administració de l'imperi, va poder accedir a gran quantitat de documentació oficial avui perduda.

Segons Foci, aquesta darrera obra tenia un estil concís i un llenguatge ben triat i expressiu. De vegades s'ha confós Hesiqui de Milet amb l'autor del Lexicon Hesiqui d'Alexandria.